# Marco Terrazzino
Marco Terrazzino (ur. 15 kwietnia 1991 w Mannheimie) – niemiecki piłkarz włoskiego pochodzenia, występujący na pozycji środkowego pomocnika. Ma dwóch braci – Vincenzo jest piłkarzem, a Stefano tancerzem znanym w Polsce z występów w Tańcu z gwiazdami.

## Kariera klubowa
Marco Terazzino jest wychowankiem klubu z rodzinnego Mannheim, VfL Neckarau. W lipcu 2007 przeszedł do juniorskiej drużyny klubu TSG 1899 Hoffenheim. Do pierwszej drużyny klubu z Sinsheim, Terazzino trafił w 2008 roku. W 1. Bundeslidze zadebiutował 31 stycznia 2009 w meczu przeciwko Energie Cottbus. W styczniu 2011 podpisał kontrakt z Karlsruher SC. W letnim oknie transferowym 2012 został zawodnikiem SC Freiburg. W 2014 przeszedł do VfL Bochum. Z początkiem sezonu 2016/2017 powrócił do klubu, w którym grał w latach 2007–2008 – TSG 1899 Hoffenheim. W 2017 roku odszedł do SC Freiburg.
| Statystyki klubowe | Statystyki klubowe     | Statystyki klubowe   | Liga     | Liga | Puchar    | Puchar    | Inne     | Inne | Suma     | Suma |
| Sezon              | Klub                   | Liga                 | Występów | Goli | Występów  | Goli      | Występów | Goli | Występów | Goli |
| Niemcy             | Niemcy                 | Niemcy               | Liga     | Liga | DFB-Pokal | DFB-Pokal | Inne     | Inne | Suma     | Suma |
| ------------------ | ---------------------- | -------------------- | -------- | ---- | --------- | --------- | -------- | ---- | -------- | ---- |
| 2008–09            | TSG 1899 Hoffenheim    | Bundesliga           | 11       | 0    | 0         | 0         | –        | –    | 11       | 0    |
| 2009–10            | TSG 1899 Hoffenheim    | Bundesliga           | 8        | 0    | 2         | 0         | –        | –    | 10       | 0    |
| 2010–11            | TSG 1899 Hoffenheim    | Bundesliga           | 0        | 0    | 0         | 0         | –        | –    | 0        | 0    |
| 2010–11            | TSG 1899 Hoffenheim II | Regionalliga Süd     | 20       | 3    | –         | –         | –        | –    | 20       | 3    |
| 2010–11            | Karlsruher SC          | 2. Bundesliga        | 11       | 1    | 0         | 0         | –        | –    | 11       | 1    |
| 2011–12            | Karlsruher SC          | 2. Bundesliga        | 25       | 2    | 2         | 0         | 2        | 0    | 29       | 2    |
| 2012–13            | SC Freiburg            | Bundesliga           | 6        | 1    | 0         | 0         | –        | –    | 6        | 1    |
| 2013–14            | SC Freiburg            | Bundesliga           | 2        | 1    | 0         | 0         | –        | –    | 2        | 1    |
| 2012–13            | SC Freiburg II         | Regionalliga Südwest | 10       | 4    | –         | –         | –        | –    | 10       | 4    |
| 2013–14            | SC Freiburg II         | Regionalliga Südwest | 3        | 0    | –         | –         | –        | –    | 3        | 0    |
| 2014–15            | VfL Bochum             | 2. Bundesliga        | 29       | 5    | 2         | 0         | –        | –    | 31       | 5    |
| 2015–16            | VfL Bochum             | 2. Bundesliga        | 17       | 1    | 3         | 2         | –        | –    | 20       | 3    |
| Suma               | Niemcy                 | Niemcy               | 142      | 18   | 9         | 2         | 2        | 0    | 153      | 20   |
| Cała kariera       | Cała kariera           | Cała kariera         | 142      | 18   | 9         | 2         | 2        | 0    | 153      | 20   |

## Kariera reprezentacyjna
Terazzino w 2009 zadebiutował w reprezentacji Niemiec U-18. W tym samym roku trafił też do reprezentacji U-19. Rok później, 7 października 2010 rozegrał swój pierwszy mecz w reprezentacji Niemiec U-20, było to wygrane 2:0 spotkanie przeciwko reprezentacji Szwajcarii U-20.

## Sukcesy

### Indywidualne
- Medal Fritza Waltera: Złoto w 2009 (U-18)[a]